# Angus McBean
Angus McBean (* 8. Juni 1904 in Newbridge, Monmouthshire in Südwales; † 9. Juni 1990) war ein walisischer Fotograf, Bühnenbildner und Kultfigur des Surrealismus.
Angus BcBean begann seine Karriere im Theater als Maskenbildner und Landschaftsdesigner, bevor er sich der Vollzeittheaterfotografie widmete. McBean ist bekannt für seine theatralische und erfinderische Fotografie der 1930er und 1940er Jahre. Häufig imitiert im Laufe seiner Karriere, ist sein Einfluss heutzutage, vor allem in der Werbung, immer noch spürbar. 1935 eröffnete er sein eigenes Studio. Sein prominenter Stil wurde bald in glänzenden Magazinen veröffentlicht. Die Surrealistische Ausstellung im Jahr 1936 war ein Einfluss auf McBeans Theaterporträts. Nach dem Zweiten Weltkrieg eröffnete er ein größeres Studio in Covent Garden, und in den 1940er und 1950er Jahren wurde mit Provisionen von Theater-Unternehmen überschwemmt. In den 1960er Jahren fotografierte McBean die Beatles für ihr erstes Album.